# Idun Industrier
Idun Industrier AB är ett svenskt företag, som köper och äger små och medelstora svenska industribolag. Det hade vid årsskiftet 2020/2021 ett drygt tiotal dotterbolag inom områden som installation av biltvättar, underhåll av turbiner och pumpar samt profilprodukter. Det grundades 2013. Det är sedan 2021 noterat på First North på Stockholmsbörsen.
Idun Industrier grundades 2013.